# Belmar (New Jersey)
Belmar – miasto w Stanach Zjednoczonych, w stanie New Jersey, w hrabstwie Monmouth. W 2010 roku liczyło 5794 mieszkańców.